# Pla de Barcelona-derby
De Pla de Barcelona-derby (Catalaans: derbi del Pla de Barcelona), ook wel bekend als de rivaliteit van La Vila contra El Poble of de tweede derby van Barcelona, is de derby tussen CE Europa en UE Sant Andreu. Europa, uit de wijk Vila de Gràcia, en Sant Andreu, uit Sant Andreu del Palomar, zijn de belangrijkste clubs uit de voormalige plaatsen in de Pla de Barcelona (Barcelona, Catalonië, Spanje). Door de jaren heen hebben de clubs tientallen wedstrijden tegen elkaar gespeeld, maar 2007 wordt gezien als het jaar waarin de rivaliteit werd geboren.

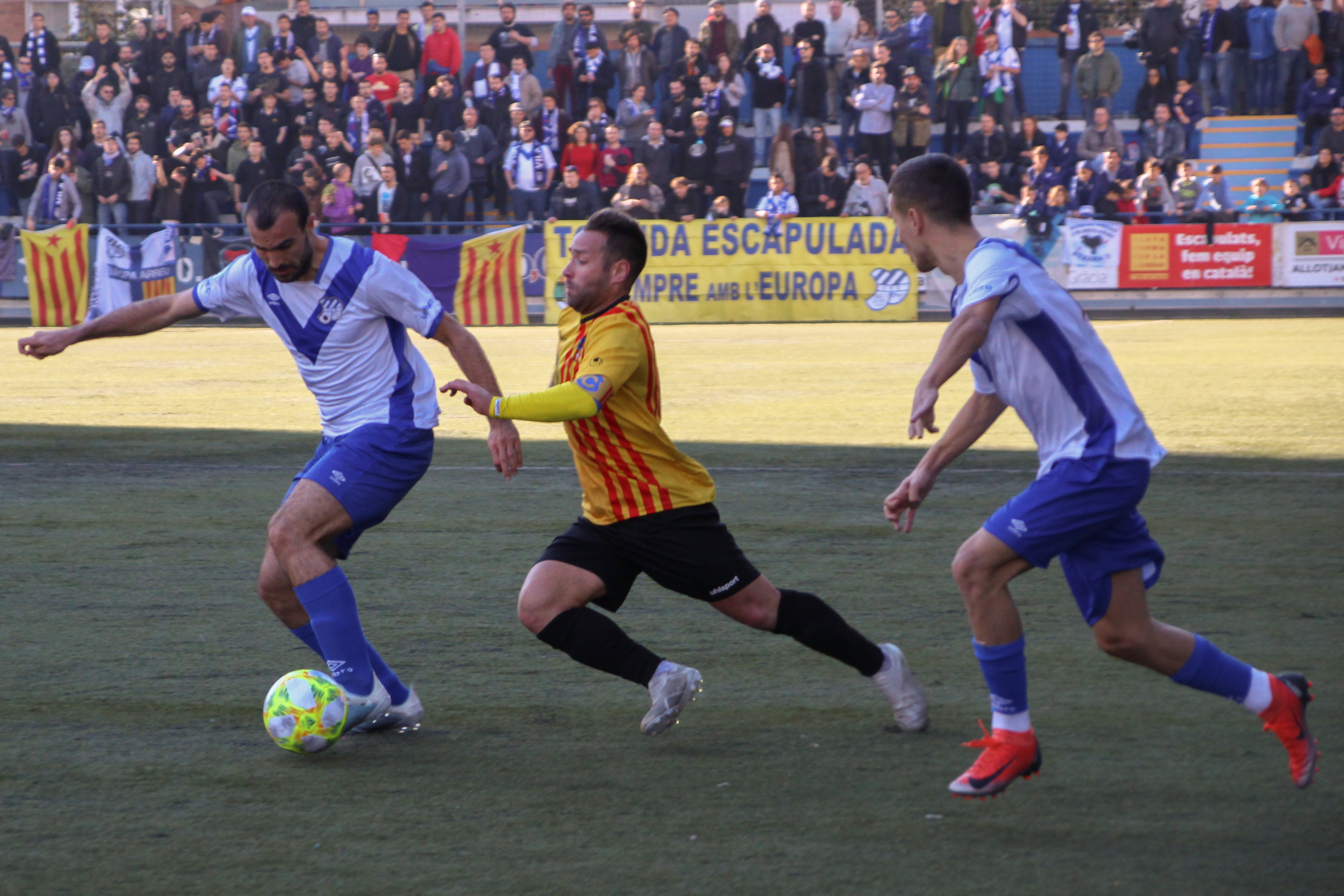
Duel tussen spelers van CE Europa en UE Sant Andreu

## Symbolen

### Bijnamen
De spelers en supporters van CE Europa staan bekend onder drie bijnamen: europeistes (gebaseerd op de clubnaam), graciencs (de inwonersnaam van de Vila de Gràcia) en escapulats . Deze laatste bijnaam is een verwijzing naar het ontwerp van het shirt van Europa: een blauwe V (in het Catalaans: escapulari) op een witte achtergrond.
De personen die verwant zijn aan UE Sant Andreu worden met twee bijnamen aangeduid: andreuencs (de inwonersnaam van Sant Andreu de Palomar) en quadribarrats ("die met vier staven"), een verwijzing naar het shirt van de club: vier rode staven op een gele achtergrond, geïnspireerd op de vlag van Catalonië.

### Stadions
Door de jaren heen hebben beide clubs in verschillende stadions gespeeld. Aan de ene kant heeft Europa haar thuiswedstrijden afgewerkt in verschillende wijken van Barcelona: el Camp de l'Arpa, la Sagrada Família, el Camp d'en Grassot, el Baix Guinardó, Vilapicina en de Vila de Gràcia. Aan de andere kant hebben alle stadions van Sant Andreu altijd op dezelfde plaats gelegen, concreet in de wijk Sant Andreu de Palomar. Momenteel is het stadion van Europa het Nou Sardenya, terwijl Sant Andreu haar thuiswedstrijden speelt in het Narcís Sala.

### Kleuren
Ondank dat de tenues van de clubs door de jaren heen veranderd zijn, hebben Europa en Sant Andreu gedurende het grootste deel van hun geschiedenis dezelfde kleuren behouden. Europa heeft altijd met een wit-blauw shirt gespeeld, al dan niet met verschillende ontwerpen. Sant Andreu begon te spelen met witte en rode strepen, daarna veranderden de witte strepen in geel en daarna moesten de rode strepen door blauwe worden vervangen vanwege het begin van de Franco-dictatuur, aangezien het tenue op de vlag van Catalonië leek. Sinds de jaren veertig speelt de club weer met rode en gele strepen.

## Geschiedenis

### Ontwikkeling van de rivaliteit
De eerste wedstrijden tussen Europa en Sant Andreu werden afgewerkt in de laatste jaren van de jaren 1900 en het begin van de jaren 1910, maar vanwege het gebrek aan bronnen is het niet precies bekend hoeveel wedstrijden er toen tussen de teams zijn gespeeld. Daarnaast is er geen bewijs voor het bestaan van een rivaliteit in dit tijdperk.
Gedurende het grootste deel van de 20e eeuw zijn er losstaande momenten van frictie geweest tussen de supporters van beide teams, maar er kon niet gesproken worden van meer rivaliteit dan die met andere teams uit Barcelona, zoals UE Sants, UA Horta, of FC Martinenc. In de jaren tachtig en negentig verslechterde de relatie tussen de supporters van beide clubs, gevolgd door een periode van minder spanningen.
Over het algemeen wordt 2007 beschouwd als het jaar dat de rivaliteit die vandaag nog steeds levend is losbarstte. Sinds de jaren 2020 wordt deze derby beschouwd als de op tweede meest intense derby van Catalonië na de Derby van Barcelona, vanwege zowel incidenten tussen de supportersgroepen van Europa en Sant Andreu als het gebrek aan onderlinge confrontaties tussen andere Catalaanse rivalen, zoals de derby van het Vallès Occidental (CE Sabadell FC tegen Terrassa FC) of de Camp-derby (Nàstic de Tarragona tegen Reus Deportiu).

### Huidige rivaliteit
Momenteel staat de rivaliteit bekend om de vergelijkbare sociale en politieke profielen van Europa en Sant Andreu. Beide clubs zijn openlijk antifascistisch en verdedigen het gebruik van de Catalaanse taal, waarden waar hun fangroepen ook achter staan. Bovendien vertegenwoordigen beide voetbalclubs voormalig onafhankelijke steden, momenteel wijken van Barcelona, die in 1897 door de Catalaanse hoofdstad werden geannexeerd. Ook worden Europa en Sant Andreu beschouwd als wijkclubs, voetbalclubs met relatief lage prijzen, nauw contact tussen spelers en supporters, en een actieve sociale rol in de wijk waar ze in liggen.

## Onderlinge confrontaties
| Categorie                                   | Winst Europa | Gelijkspel | Winst Sant Andreu | Goals Europa | Goals Sant Andreu |
| ------------------------------------------- | ------------ | ---------- | ----------------- | ------------ | ----------------- |
| Segunda División B/Segunda Federación       | 2            | 2          | 2                 | 11           | 12                |
| Tercera División/Tercera Federación         | 18           | 17         | 18                | 62           | 59                |
| Segona Categoria del Campionat de Catalunya | 3            | 0          | 5                 | 13           | 19                |
| Primera Catalana                            | 9            | 6          | 7                 | 40           | 39                |
| Totaal                                      | 32           | 25         | 32                | 126          | 129               |

## Vergelijking
| Element van vergelijking                            | Europa                             | Sant Andreu                       |
| Algemene informatie                                 | Algemene informatie                | Algemene informatie               |
| --------------------------------------------------- | ---------------------------------- | --------------------------------- |
| Volledige naam                                      | Club Esportiu Europa               | Unió Esportiva Sant Andreu, SAE   |
| Datum van oprichting                                | 5 juni 1907                        | 1909                              |
| Bijnamen                                            | Escapulats, graciencs, europeistes | Quadribarrats, andreuencs         |
| Kleuren                                             | Wit en blauw                       | Geel en rood                      |
| Rechtsvorm                                          | Voetbalclub                        | Sociedad Anónima Deportiva        |
| Locatie                                             |                                    |                                   |
| Wijk                                                | Vila de Gràcia                     | Sant Andreu de Palomar            |
| Inwoners (2023)                                     | 50.048                             | 57.902                            |
| District                                            | Gràcia                             | Sant Andreu                       |
| Inwoners (2023)                                     | 120.907                            | 149.826                           |
| Stadion                                             |                                    |                                   |
| Naam                                                | Nou Sardenya                       | Narcís Sala                       |
| Capaciteit                                          | 4.000                              | 6.563                             |
| Afmetingen                                          | 100,5 x 62 m                       | 105 x 64 m                        |
| Openingsjaar                                        | 1995                               | 1970                              |
| Sociale dimensie                                    |                                    |                                   |
| Aantal clubleden (2024–25)                          | 2.800                              | 4.857                             |
| Aantal fangroepen (2024–25)                         | 16                                 | 12                                |
| Fanatieke supportersvereniging                      | Eskapulats                         | Desperdicis                       |
| Seizoenen                                           |                                    |                                   |
| Seizoenen in La Liga                                | 3                                  | 0                                 |
| Seizoenen in de Segunda División                    | 5                                  | 11                                |
| Seizoenen in de Segunda B/Segunda Federación        | 4                                  | 21                                |
| Seizoenen in de Tercera División/Tercera Federación | 57                                 | 46                                |
| Seizoenen in de regionale categorieën               | 18                                 | 7                                 |
| Onderlinge confrontaties                            |                                    |                                   |
| Aantal derby's gewonnen, gelijkgespeeld en verloren | 32 winst, 25 gelijk 32 verlies     | 32 winst, 25 gelijk en 32 verlies |
| Aantal goals gescoord en ontvangen in derby's       | 126 voor en 129 tegen              | 129 voor en 126 tegen             |
| Seizoenen geëindigd boven de rivaal                 | 42                                 | 69                                |
| Prijzenkast                                         |                                    |                                   |
| Segunda División B                                  | 0                                  | 2                                 |
| Tercera División/Tercera Federación                 | 4                                  | 5                                 |
| Copa Federación                                     | 0                                  | 1                                 |
| Campionat de Catalunya                              | 1                                  | 0                                 |
| Copa Catalunya                                      | 3                                  | 2                                 |